# Света Петка (Техово)
Вижте пояснителната страница за други значения на Света Параскева.
„Света Петка“ или „Света Параскева“ (на гръцки: Ναός Αγίας Παρασκευής или Σφέτα Πέτκα) е възрожденска православна църква във воденското село Техово (Каридия), Гърция, част от Воденската, Пелска и Мъгленска епархия на Вселенската патриаршия.
Църквата е на 2 km югозападно от селото. Построена преди 1817 година.
В архитектурно отношение е еднокорабен храм, изграден от камък с дебелина 60 cm. Покривът е четирискатен с керемиди. В храма има стари икони като „Света Петка“ (1817), „Свети Евтимий и Харалампий“, „Света Богородица“, „Ииисус Христос“, „Свети Йоан Предтеча“, дело на местни зографи. През 70-те години на XX век до нея е построена по-голяма църква.